# Univerza Pensilvanije
Univerza Pensilvanje je ameriška zasebna univerza s sedežem v Filadelfiji, Pensilvanija, ZDA.
Univerza Pensilvanije je članica Ivy League.